# Конгрес з орфографії Албанії
Конгрес з правопису Албанії (алб. Kongresi i Drejtshkrimit të Gjuhës Shqipe) — це лінгвістичний захід, який відбувся в Тирані, Народна Республіка Албанія, в 1972 році. Він вперше встановив уніфіковані орфографічні правила албанської мови, які використовуються і сьогодні. 

## Передумови
Зусилля щодо встановлення уніфікованих орфографічних правил для албанської мови розпочались у 1916 р. з Літературної комісії в Шкодрі, яка мала на меті головним чином встановлення літературного стандарту та встановила «якомога більш фонетичний» підхід до майбутнього набору орфографічних правил.  Після Другої світової війни ставали помітними відмінності та розбіжності між письмом в межах Албанії та прилеглих до неї населених албанцями областей. Із створенням Приштинського університету та поширенням албанської літератури в Югославії уніфікація орфографічних правил стала вирішальною. Серйозні спроби були зроблені в 60-х роках щодо стандартизації, починаючи з публікації Rregullat e drejtshkrimit të shqipes (Правила правопису албанської мови) спільним проектом Університету Тирани та Інституту лінгвістики та літератури під керівництвом Андроклі Косталларі.  У 1968 р. у Приштині відбулася конференція - Лінгвістична конференція в Приштині (Alb: Konsulta gjuhësore e Prishtinës), де літературний стандарт, що застосовувався до цього часу в Албанії та базується на тоскому албанському діалекті, був прийнятий албанцями Югославії за рахунок діалекту гег .  

## Подія

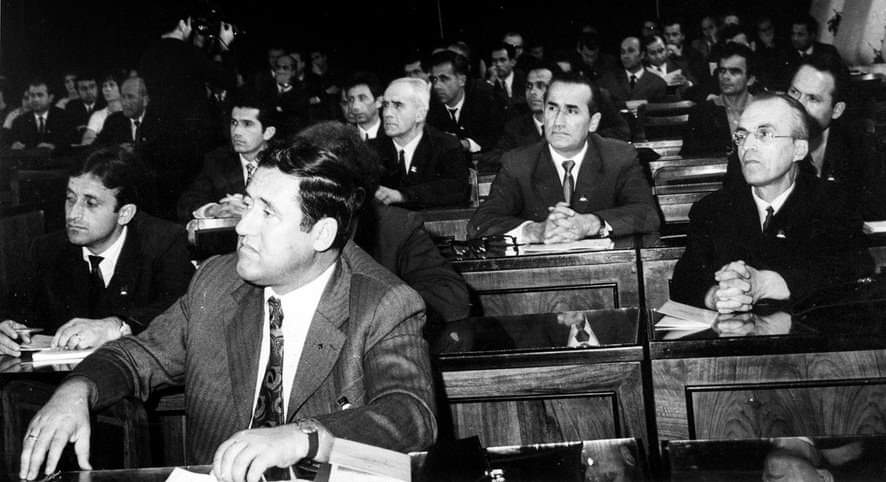
Фото з однієї із сесій, листопад 1972 року

Конгрес відбувся в Тирані з 20 по 25 листопада 1972 року. Його девізом було «Одна нація, одна мова».  Її організували Інститут мовознавства та літератури (Instituti i gjuhësisë) та Університет Тирани. Участь взяли 87 делегатів з Албанії, Югославії та Арбреше.  З'їзд видав резолюцію, яка встановлювала правила та принципи типової албанської орфографії, розробленої на той час. Висновки конгресу були детально розроблені комісією після відкриття (Андроклі Косталларі, Екерем Чабей, Махір Домі, Еміль Лафе)  , яка опублікувала та розповсюдила томи «Орфографія албанської мови»(Alb: Drejtshkrimi i gjuhës shqipe) 1973 р.  та Орфографічний словник албанської мови (Alb: Fjalor drejtshkrimor i gjuhës shqipe) 1976 р.  
Стандарт, встановлений конгресом, діє і сьогодні, і дуже мало змін в інших нещодавніх конференціях, пов'язаних з албанською мовою. 

## Важливість
Конгрес став знаковою подією в історії албанської мови.  Уніфікація орфографії мала вирішальне значення для ідентичності албанської мови. Великим успіхом було визнано охоплення літератури та преси, що базується в Югославії, під егідою лінгвістичних авторитетів Тирани , що сприяло зміцненню єдиної албанської ідентичності.

## Критика
Арші Піпа був одним із найсильніших критиків того часу щодо конгресу та правил, які виходили, якщо він відбувся, через позбавлення діалекту гег на користь тоського.  Подібні дискусії продовжуються і на сьогодні. На додаток до обмежень, викликаних молодим віком академічних установ в албанському світі, глибоке занепокоєння викликали критерії відбору делегатів, щоб відповідати комуністичному політичному порядку денному, участь простих вчителів початкових класів без будь-якого академічного досвіду, низька загальна кількість академічних звань делегатів, а також неспецифічна концентрація албанської мови тих, які мали академічні звання. Конкретно, 72 із 85 не мали наукового ступеня, з 15 інших 5 з них мали наукові ступені в інших галузях (не мовознавства). З 5 лінгвістів з науковими ступенями один був російськомовним (Косталларі). В іншому понад 2/3 делегатів мали єдину іноземну мову - російську або сербохорватську. 37 делегатів не встигли увійти до Албанського енциклопедичного словника (Alb: Fjalori Enciklopedik Shqiptar). 
Багато інших дослідників та албанологів відреагували на рішення конгресу, надіславши петиції прем'єр-міністру Еді Рамі про те, що стандарт не слід переглядати.  Кристо Фрашері, головна особа Албанії в галузі історії, відкинув будь-яку критику. За словами Фрашері, «мова не є монополією лінгвістів, вона належить всім, хто розмовляє цією мовою, стандарт також включає багато аспектів діалекту Геґ, і що два орфографічні стандарти призведуть до двох окремих націй, так само, як хорвати і серби ». 